# Hiéroglyphe égyptien M4

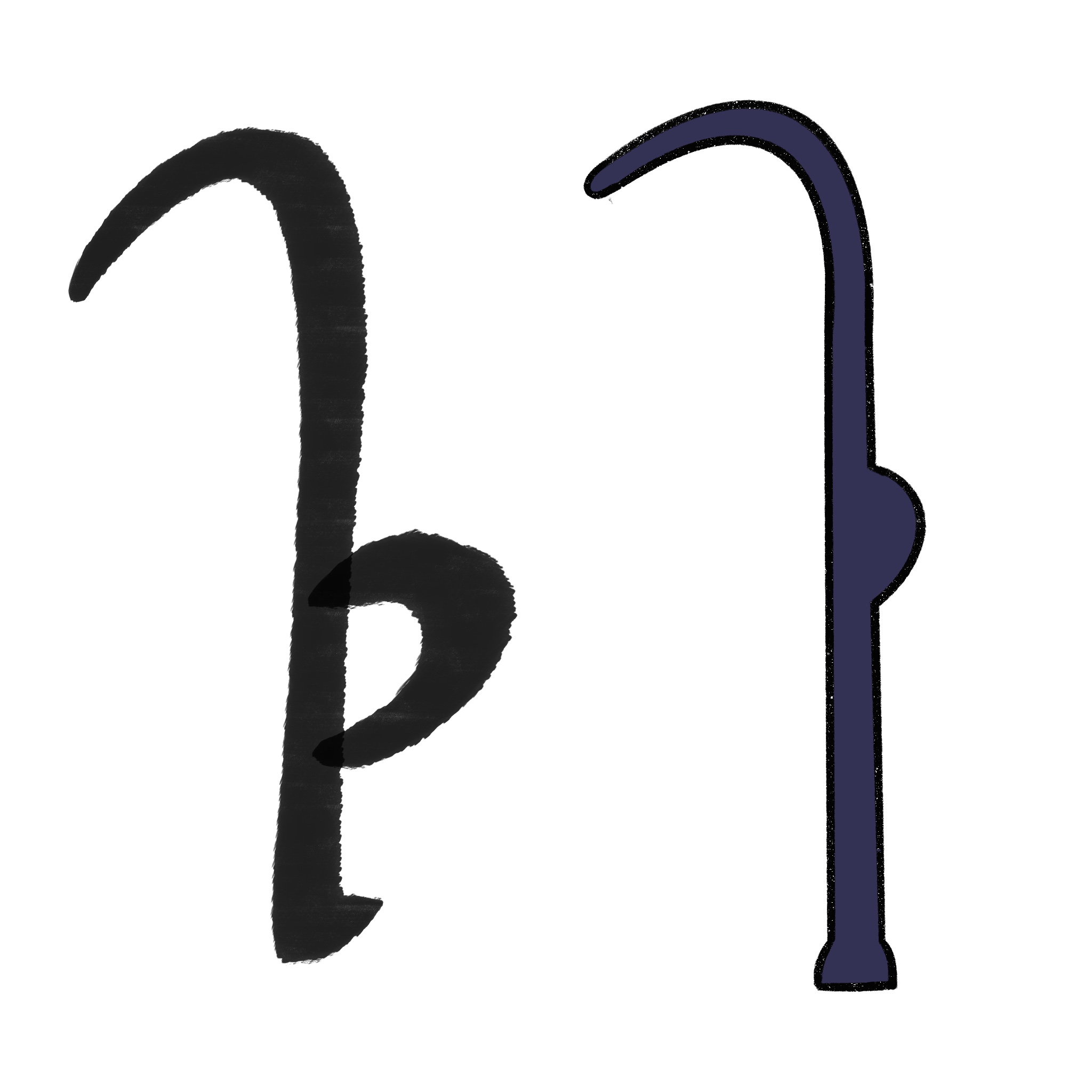
Version hiératique et hiéroglyphique

La branche de palmier, en hiéroglyphes égyptiens, est classifiée dans la  section M « Arbres et plantes » de la liste de Gardiner ; cet hiéroglyphe y est noté M4.

## Représentation
Il représente le rachis d'une palme entaillé pour servir de décompte des années. Il est translittéré rnp, rnpt, ḥsbt ou snf.

## Utilisation
C'est un déterminatif du temps qui passe,
| r · n · p | M4 | A17 |

| r · n · p | M4 | A17 |

| M4 | t · Z1 |

| M4 | t · Z1 |

duquel il peut aussi être un idéogramme.
| M4 | t · O50 |

| M4 | t · O50 |

| M4 | M4 | f · N5 |

| M4 | M4 | f · N5 |

| t&r | M4 | N5 |

| t&r | M4 | N5 |

saison ».
| M5 |

| M5 |

| M6 |

| M6 |

| M7 |

| M7 |

| M7 |

| M7 |

| M6 |

| M6 |

| M7 |

| M7 |

| M7 |

| M7 |

## Exemples de mots
| p · t · r | M4 |

| p · t · r | M4 |

| r · n | p | M4 | E6 | {E6A |

| r · n | p | M4 | E6 | {E6A |

| i | t&r | w | M4 | M4 | M4 | N5 · N5 · N5 |

| i | t&r | w | M4 | M4 | M4 | N5 · N5 · N5 |